# 1985 új világörökségi helyszínei
Az UNESCO Világörökség Bizottsága az 1985. december 2-6. között Párizsban megtartott 9. ülésszakán az alábbi helyszíneket nyilvánította a világörökség részévé:
| | Bagerhat történelmi mecsetegyüttese |
| Banglades |                                     |
| Kulturális (IV) |                                     |
| Hivatkozás: 321 |                                     |
| A korábban Kalifatabad néven ismert település az egykor független bengáli szultánok középkori hatalmáról tanúskodik. Az ország déli részén, Bagerhat külvárosában, a Gangesz és a Brahmaputra folyók találkozásánál fekvő várost Kán Dzsahán török hadvezér alapította Násziruddin Mahmut Sah szultán uralkodása alatt a 15. században. A néhány év alatt emelt épületek az alapító 1459-ben bekövetkezett halála után elnéptelenedtek és a területet benőtte a dzsungel. A mintegy ötven megmaradt épület -mecsetek, középületek, mauzóleumok - túlnyomó többsége égetett agyagtéglából épült. A mélyen vallásos alapítót szentként tisztelik, síremléke ma is muzulmán zarándokhely. Gondot fordított az infrastruktúra fejlesztésére is, víztárolókat, vízelvezetőket, hidakat építtetett, valamint a Szundarbanszi mangroveerdők szélén fekvő várost utakkal kötötte össze a Bengáli Szultanátus több fontos központjával. A város alaprajza hozzáértő és magas színvonalú várostervezésre utal. Legfontosabb épületei közé tartozik Banglades egyik legnagyobb és legrégebbi mecsete a 77 kupolával lefedett Sait Gumbad-mecset, a Bibi Begni-mecset, a Csunakola-mecset, valamint a városalapító síremléke. A települést nem védték erődítmények, ez azzal magyarázható, hogy veszély esetén a lakosok a környék mocsaras területein találhattak menedéket. |                                     |

| | Pahárpur buddhista kolostorromjai |
| Banglades |                                   |
| Kulturális (I)(II)(VI) |                                   |
| Védett terület: ha, puffer zóna: ha, hivatkozás: 322 |                                   |
| A paharpuri vallási és kulturális központként működő Szomapura Maháviára (Nagy Holdváros Kolostor) a középkori Bengália legfontosabb kulturális emlékei közé tartozik. A területen a 7. században fejlődésnek indult a bengáli mahájána buddhizmus, ennek köszönhette alapítását a 8. században a Pála-dinasztia második uralkodójának, Dharmapálának idejében. A kolostor, ami egy többszintes teraszon elterülő épületegyüttes hamarosan az indiai szubkontinens legnagyobb buddhista kolostoregyüttesévé fejlődött. A mára romokban álló téglaépületek harmonikus vonalaikkal, gazdag faragott díszítésükkel egyedülálló művészi értéket képviseltek, hatásuk még a messzi Kambodzsa építészetében is kimutatható. A kolostorban 177 szerzetes részére alakítottak ki cellákat, ezek egy központi sztúpa körül helyezkedtek el. A központ háromszáz éven keresztül virágzott, majd a Pála-dinasztia bukása után elveszítette jelentőségét és feledésbe merült. A 12. századra elhagyták és megkezdődött pusztulása. A romokat csak a 19. században fedezték fel, és ez a legjelentősebb és legnagyobb kolostorrom amit a Himalájától délre feltártak. Az ásatások során terrakotta táblák, istenek és istennők ábrázolásai, valamint faragott téglák kerültek elő. |                                   |

| | Királyi paloták Abomeyben |
| Benin |                           |
| Kulturális (III)(IV) |                           |
| Védett terület: 47,6 ha, puffer zóna: 181,4 ha, hivatkozás: 323 |                           |
| Dahomey királyságát a fon nép alapította 1625-ben. A 17. század végére hatalmuk megerősödött és az 1695 és 1900 között uralkodó tizenkét király idejében Nyugat-Afrika legerősebb királysága volt. Terjeszkedését a 18. század elején kezdte, amikor Agadja király uralkodása alatt folyamatosan elfoglalták a környéken rabszolgákkal kereskedő gyarmatosítók kereskedelmi központjait. A 19. században a birodalom határait észak felé is kiterjesztették és háborúkat vívtak a mai Nigéria területén élő népekkel is. A világörökségi helyszínhez a fővárosban, Abomeyben emelt, számos udvarral rendelkező fényűző királyi paloták tartoznak. A tizenkét király mindegyike építtetett palotát, ezeket falakkal vették körül, majd később az uralkodót is ott temették el. Az épületek legfontosabb építőanyaga az agyag, falaikat domborművekkel és szobrokkal díszítették, amelyek a fon nép életéből mutatnak be jeleneteket. A palotaépületeket a mai napig rendszeresen használják különféle szertartásokra és ünnepségekre, ezzel biztosítva a hagyományok továbbélését. |                           |

| | Salvador da Bahia történelmi óvárosa |
| Brazília |                                      |
| Kulturális (IV)(VI) |                                      |
| Hivatkozás: 309 |                                      |
| A 16. század közepén alapított Salvador da Bahia de Todos os Santos (Mindenszentek-öbölbeli Megváltó) egy tipikus gyarmati város Brazília északkeleti részén. 1549 és 1763 között ez a település volt az ország fővárosa, ezután a kormány Rio de Janeiróba helyezte át székhelyét. Bahiában 1558-ban megnyílt az Újvilág első rabszolgapiaca, fontos kereskedelmi központ is volt, valamint az európai, az afrikai és az amerikai kultúra keveredési pontja. A település két részre oszlik, az alsó- és felsővárosra, fekvése jól védhetővé tette a 16. és 17. századi kalóztámadásokkal szemben. Az óceán közelében a kikötőtől nem messze alakították ki az üzleti negyedet, míg a paloták és a templomok a felsővárosban kaptak helyet. A felsőváros Brazília legnagyobb olyan területe ahol a több mint 160 templom mellett kizárólag reneszánsz épületek állnak. Emellett számos barokk palota, a 16. században kialakított tér és a 17-18. századra datálható épület áll a történelmi városrészben. |                                      |

| | Bom Jesus do Congonhas-zarándoktemplom |
| Brazília |                                        |
| Kulturális (I)(IV) |                                        |
| Védett terület: 2,19 ha, puffer zóna: 8,77 ha, hivatkozás: 334 |                                        |
| Bom Jesus do Congonhas zarándoktemploma Ouro Pretótól nem messze Minas Geras államban található. A régió az itt élő több mint tízezer aranyásónak köszönhetően a 18. században fénykorát élte. A latin-amerikai keresztény építészet egyik jelentős alkotása, építését egy súlyos betegségből felgyógyult bevándorló kezdeményezte. A hatvanévnyi építkezés után 1772-ben elkészült templom külseje egyszerű, barokk formájú, belseje viszont rokokó díszítést kapott. Valamivel a templom alatt a hozzá vezető út két oldalán hét kápolnát építettek, a bennük elhelyezett, Krisztus szenvedéstörténetét megjelenítő szoborcsoportok az épületegyüttes legjelentősebb alkotásai. A templom külső lépcsősorát 1770-ben kezdték el, és a tizenkét apostol szobrával díszítették. A templombelső fő díszítőelemei a táblaképek és a mennyezetfreskók. Az épületegyüttes napjainkban is népszerű búcsújáró hely, minden év szeptemberében zarándokok százezrei gyűlnek itt össze. |                                        |

| | Szvestari trák síremléke |
| Bulgária |                          |
| Kulturális (I)(III) |                          |
| Védett terület: 647,6 ha, hivatkozás: 359 |                          |
| Bulgária 20. századi régészetének egyik legnagyobb felfedezése volt, amikor 1982-ben Bulgária északkeleti részén egy csaknem érintetlen az i. e. 3. évszázadra datálható sírkamrára bukkantak. Szvestari trák síremléke a trák sírépítészet egyik kiemelkedő példája, kivételes műemlék, ami a trák kultikus épületek valamennyi jellegzetességét mutatja. Feltételezhetően egy uralkodót és annak feleségét temették el benne, a feltárás során egy hatvan év körüli férfi és egy fiatalabb nő maradványai kerültek elő. A sír egy négy méter hosszú folyosóból és három négyszögletes kamrából áll, a 4,5 méter magas központi kamrát dongaboltozat fedi. A boltozat alatt egy tíz, 1,2 méter magas nőalakokból (kariatidákból) álló dombormű fríz fut körbe. Az akantuszlevélhez hasonló ruhát viselő alakok csak díszítőelemek, nincs teherhordó szerepük. A fölöttük magasodó íves falfelületre az elhunytak életéből vett jeleneteket ábrázoltak. A sírkamra díszítése egyedülálló, trák területen eddig még nem tártak fel a nőalakokhoz és a boltozathoz hasonló emlékeket. |                          |

| | A Tróodosz-hegység festett templomai |
| Ciprus |                                      |
| Kulturális (II)(III)(IV) |                                      |
| Védett terület: 3,6 ha, hivatkozás: 351 |                                      |
| A Ciprus közepén húzódó Tróodosz-hegységben található a Bizánci Birodalom egyik legnagyobb egyházi építménycsoportja. A templomok, kolostorok és kápolnák a bizánci művészet kiemelkedő alkotásait őrzik. A világörökségi helyszínhez tíz, a 11. és a 16. század eleje között falfestményekkel díszített, több településen szétszórt épület tartozik. Egy részük kisméretű falusi templom, melynek külseje éles ellentétben áll magas művészi színvonalat képviselő belső díszítésével, másik részük látványos kolostoregyüttes. Közülük az egyik legkorábbi a 11. századi Nikolaosz tisz Tegisz-templom a korai Komnénosz időszakból. A két legjelentősebb freskóciklus két Szűz Máriának szentelt templomban található, az egyik a 12. század elején a másik a 12. század utolsó évtizedében készült. Ezek a ciprusi bizánci festészet legértékesebb alkotásai közé tartoznak. A Szent János Lampadisztisz-kolostor falfestményei a 15. század második felében készültek, míg a Galata közelében épült Panagia Podithu-templom freskói a 16. század első éveire datálhatók. |                                      |

| | Pont du Gard ókori római kori vízvezeték |
| Franciaország |                                          |
| Kulturális (I)(III)(IV) |                                          |
| Védett terület: 0,32 ha, puffer zóna: 691 ha, hivatkozás: 334 |                                          |
| A Pont du Gard eredetileg egy körülbelül 50 kilométer hosszú római kori vízvezeték része volt, ami az Eure folyó forrásától Nîmes városáig vezetett. A háromszintes vízvezeték magassága a folyó felett majdnem eléri az 50 métert, hosszúsága 275 méter. Az alsó szinten 6, a középsőn 11 a legfelsőn 35 boltívet alakítottak ki, a vizet a legfelső szinten vezették. A becslések szerint a vezetéken naponta körülbelül 40 000 köbméter víz érkezett a városba. A teljes vízvezeték átlagos lejtése 34 centiméter/kilométer ezért a vezeték nem egyenes vonalon haladt, hogy ki tudják egyenlíteni a domborzati viszonyokat. A hidat a folyó mély völgye miatt kellett megépíteni. Mészkőtömbökből áll, habarcsot nem használtak hozzá. A legalsó szintbe beépített tömbök némelyike hat tonnás, a felső szint építéséhez jóval kisebb köveket használtak. A Pont du Gard a korai császárság egyik legjelentősebb építménye volt. A vízvezeték a 4. századtól egyre romosabbá vált, a középkorban hídként használták, majd a 18. században restaurálták. |                                          |

| | Kaziranga Nemzeti Park |
| India |                        |
| Természeti (IX)(X) |                        |
| Védett terület: 42 996 ha, hivatkozás: 337 |                        |
| Kaziranga Nemzeti Park Asszám államban, a Brahmaputra folyó déli partján található, 1985-ben került fel a világörökség listájára. A területet 1908-ban nyilvánították rezervátummá, 1950-ben vadvédelmi területté majd 1974-ben alapították meg a nemzeti parkot. Jellegzetes tájelemei a sűrű erdők, a patakokkal, kisebb tavakkal tagolt füves területek. Ez a régió egyik utolsó érintetlen területe, az itt élő növények és állatok életkörülményei szorosan összefüggnek a folyó vízállásával, ami monszun idején elönti a park kétharmadát. A halban gazdag vízzel borított térség a madarak kedvelt táplálékforrása. Itt található a legtöbb indiai orrszarvú és sok más emlős- és madárfajnak ad otthont. Jelentős a elefántok, tigrisek, párducok, medvék, gibbonok, vaddisznók és madarak egyedszáma, valamint vidrák, langur majmok, pelikánok, gólyák, rétisasok, fácánok, szarvascsőrű madarak tigrispitonok, kobrák, indiai muntyákszarvasok élőhelye is. A fűvel benőtt mocsarakat és lápokat kedvelő indiai orrszarvúk számát ezerötszáz körülire becsülik. |                        |

| | Keoladeo Nemzeti Park |
| India |                       |
| Természeti (X) |                       |
| Védett terület: 2 873 ha, hivatkozás: 340 |                       |
| A Keoladeo Nemzeti Park India Rádzsasztán államában, Agrától 50 km-re nyugatra található. A közel 28,5 km2-es terület, kedvező természeti adottságainak köszönhetően, a vízi és vándormadarak gazdag populációjával büszkélkedhet. A Gangesz-alföldön elterülő rezervátum egykor a bharatpuri maharadzsák kedvelt kacsa-vadász területe volt. Az 1850-es években csatornák, zsilipek, gátak rendszerével egy mesterséges sík lápvidéket hoztak létre az egyébként száraz területen. A park kis mérete ellenére 120 faj, köztük sok veszélyeztetett állat élőhelye. Monszun idején az itt élő állatokhoz 240 költöző madárfaj egyedei is csatlakoznak. Nagyragadozók nem élnek a területen, csak kistestűek és főemlősök. Legjellegzetesebb állatai a madarak, köztük a világ legnagyobb gémpopulációjával és költöző madarakkal. A rezervátum kócsagok, gólyák, kormoránok vándorkacsák tömegeinek nyújt fészkelőhelyet. Ikonikus állata volt a súlyosan veszélyeztetett hódaru, ami a kipusztulás szélére került. A halevő madarak a monszun idején idesodródott halivadékok millióival táplálkoznak, az itt élő ragadozó madarak közül halászsast, vándorsólymot és más sasféléket figyeltek meg. |                       |

| | Manasz Vadvédelmi Terület |
| India |                           |
| Természeti (VII)(IX)(X) |                           |
| Védett terület: 39 100 ha, hivatkozás: 338 |                           |
| A Manasz Vadvédelmi Terület Asszám állam északkeleti részén található. Területe meghaladja a 39 000 hektárt. Számos veszélyeztetett fajnak ad otthont, többek között tigris , törpedisznó , ködfoltos párduc , ajakos medve , indiai orrszarvú , vízibivaly , indiai elefánt, aranylangur és bengáli florikán élőhelye. A bhutáni határ közelében lévő védett terület a bhutáni Királyi Manasz Nemzeti parkkal határos. Már 1928-ban vadvédelmi területté nyilvánították, de az 1990-es években így is súlyos károkat szenvedett, főleg orrszarvú-, bengáli tigris és elefánt állománya. A Himalája lábánál fekszik, felszíne hordalékos, füves területekből, szavannákból, trópusi erdőkből és jelentős vadvizekből áll. Az ország védett övezetei közül itt a leggazdagabb a vadvilág, többek között egy tigrisrezervátum központja is. Jelentős madárállománya is, a több mint 450 azonosított faj között megtalálható a bengáli túzok, szarvascsőrűmadár-félék, a foltoscsőrű pelikán és az indiai marabu. |                           |

| | Hatra |
| Irak |       |
| A veszélyeztetett világörökségi helyszínek listájára került: 2015 |       |
| Kulturális (II)(III)(IV)(VI) |       |
| Védett terület: 323,75 ha, hivatkozás: 277 |       |
| A Moszultól száz kilométerre délnyugatra fekvő Hatrát az i. e. 5. században alapították egy fontos mezopotámiai karavánút mellett. A selyemút egyik állomásaként olyan jelentőségre tett szert mint szíriai Palmüra, a libanoni Baalbek vagy a jordániai Petra. A településre nagy hatással volt a Pártus Birodalom, ebből a korból származó kettős erődrendszerének köszönhetően i. sz. 168-ban és i. sz. 198-ban is ellenállt a római támadásoknak. A várost 240 körül perzsák foglalták el és lerombolták. A gyűrű alakú városfalak által körbezárt terület körülbelül 2 négyzetkilométer. A szinte érintetlen állapotban fennmaradt falakat széles árok választja el egymástól. A ma is látható romok legnagyobb része a hellenisztikus és a római korból való. Hatra építészetében a hellenisztikus és római stílusjegyek keleti díszítőelemekkel keverednek. A Nagy templom udvar felé nyitott nagyméretű, boltíves csarnoka a perzsa hagyományok újjáéledésére utal. A maradványok jó része templomokból származik, de a falakon belül folytatott ásatások során számos pártus stílusú faragvány és szobor is előkerült. Ezek a magas művészi színvonalú faragványok isteneket, uralkodókat és előkelőségeket ábrázolnak. Az ország területén zajló háború miatt a helyszín felkerült a veszélyeztetett világörökségi helyszínek listájára. |       |

| | Petra |
| Jordánia |       |
| Kulturális (I)(II)(IV) |       |
| Védett terület: 26 171 ha, hivatkozás: 326 |       |
| Petrát, a világ egyik leglátványosabb régészeti lelőhelyét a nabateusok alapították feltehetően az i. e. 6. században. A félig épített, félig a sziklákba vájt városra az ősi keleti hagyományok és a görög építészet stílusjegyeinek keveredése jellemző. A terület fontos szerepet játszott az Arábia, Egyiptom és Fönícia közötti kereskedelemben. I. sz. 106-ban a Római Birodalom része lett, a 4. században püspöki székhely volt, a 7. században arab uralom alá került, majd a 12. században a keresztesek építettek erődöt a területén. Ezután hamar a helyi törzsek telepedtek meg benne és egészen a 19. századig ismeretlen volt a külvilág számára. Petra legjelentősebb emlékei a sziklában vájt síremlékek, mozgalmas homlokzatokkal, párkányokkal, oromzatokkal. Ezzel éles ellentétben áll a mögöttük kialakított sírkamrák egyszerűsége, amelyek négyszög alaprajzú díszítetlen termek. Petra leghíresebb síremléke a „Kincsesház”, vagy más néven a „Fáraó Kincsesháza” a város bejáratánál és a település másik felében kialakított „Kolostor”. Figyelemre méltó még a Korinthoszi-sír, a Selyem-sír, az Urna-sír, színház valamint a városba vezető szurdok előtt elhelyezkedő Obeliszkes síremlék. |       |

| | Kuszr Amra (Quseir Amra) |
| Jordánia |                          |
| Kulturális (I)(III)(IV) |                          |
| Védett terület: 0,04 ha, hivatkozás: 327 |                          |
| A Jordánia fővárosától, Ammantól mintegy 100 kilométerre fekvő Kuszr Amra, az iszlám világ egyik legkorábbi építménye egyike az Omajjád dinasztia uralkodása alatt épült sivatagi palotáknak. A 8. század elején emelt, jó állapotban megmaradt épület feltételezhetően I. al-Valíd kalifa uralkodása alatt épült, de egyes kutatók II. al-Valid idejére datálják. A kisméretű palota háromhajós fogadócsarnokkal és török stílusú fürdővel rendelkezik, rezidenciaként és egyben helyőrséggel ellátott erődként funkcionált. Az építmény legfőbb jellegzetessége a fogadóterem különleges szerkezete és a nagy kiterjedésű fürdő, amely három helyiségével a római fürdőkre emlékeztet. A kívülről egyszerű épület belsejét gazdagon díszítették, a falakat freskókkal borították. Falfestményei olyan korai időszakból származnak, amikor az iszlám még nem tiltotta az élőlények ábrázolását. A jelenetek történelmi témákat, mitológiai alakokat (például Dionüszosz, Erósz), a történetírás múzsáit, vadászjeleneteket ábrázolnak, valamint azt a hat uralkodót, akiket az omajjád uralkodó legyőzött. A padlót bizánci stílusú mozaikokkal borították. |                          |

| | Québec történelmi negyede |
| Kanada |                           |
| Kulturális (IV)(VI) |                           |
| Védett terület: 135 ha, hivatkozás: 300 |                           |
| Qébec erődített városát az azonos nevű tartomány fővárosát és egyben Új-Franciaország fővárosát 1608-ban alapították a Szent Lőrinc-folyó mellett. Lakóinak több mint 90 százaléka francia anyanyelvű. A település gyorsan fejlődött és hamarosan a francia anyaországgal folytatott kereskedelem központja lett. Városszerkezete hamar kialakult, és zónákra (lakóterület, erődítmény, kikötő) tagolódott. A felsővárosban volt az üzleti és a tengerészeti kerület az alsóvárosban a kormányzati és a vallási negyed. A legrégebbi épületek az alsóvárosban találhatók a királyi palota környékén és a Rue Notre Dame mellett, ahol a helyreállított épületek a városalapítás korából származnak. A felsőváros legfontosabb műemlékei a 17. századi kolostorok és papneveldék megmaradt részei. A városban körülbelül 700 épületet lehet a 17. és a 19. század közé datálni. A francia és indián háborúk alatt a települést többször is elfoglalták, végül brit fennhatóság alá került. Ezután az amerikai támadások ellen megerősítették. Később a már nem hasznosított védműveket nem rombolták le, hanem megóvták, ezért Qébec a legjobb állapotban fennmaradt erődített gyarmati város Észak-Amerikában. |                           |

| | Az Akkakusz-hegység sziklarajzai |
| Líbia |                                  |
| A veszélyeztetett világörökségi helyszínek listájára került: 2016 |                                  |
| Kulturális (III) |                                  |
| Védett terület: 3923,9 ha, hivatkozás: 287 |                                  |
| A Líbia délnyugati részén fekvő sziklás Akkakusz-hegységben több ezer sziklarajzot azonosítottak, amelyek közül a legrégebbi i. e. 12000 körül a legújabb i. e. 100 körül készülhetett. A rajzok a terület növény- és állatvilágában bekövetkezett változásokról és az itt élő népek szokásairól tanúskodnak. A korábbi rajzokból kiderül, hogy akkor a terület sokkal csapadékosabb volt a mainál, erre bizonyíték, hogy többek között nagy testű állatokat, elefántokat és orrszarvúakat jelenítenek meg. Az i. e. 8000 körül készült ábrázolások különféle vallási tevékenységre utalnak. Az i. e. 4000 körülre datálható rajzokon háziasított szarvasmarhák és birkák tűnnek fel pásztoraikkal. A későbbi képeken egyiptomi hatás ismerhető fel, és i. e. 1500 körül készülhettek azok a rajzok, amelyeken már megjelenik a háziasított ló is. Ekkor a térségben már sokkal szárazabb volt a klíma. A legújabb képeken (i. e. 100 k.) tevék láthatóak, ez arra utal, hogy ekkor már sivatagi körülmények uralkodtak. A sziklarajzokon kívül a környék különleges természeti formái a homokkőből kiemelkedő sziklatornyok, a homokdűnék és a régebbi folyók által kialakított hasadékok. |                                  |

| | Marrákes medinája (óvárosa) |
| Marokkó |                             |
| Kulturális (I)(II)(IV)(V) |                             |
| Védett terület: 1 107 ha, hivatkozás: 331 |                             |
| Marrákest, Marokkó névadó települését valamikor 1070 és 1072 között alapították az Almorávidák. Egyike volt a kor nagy iszlám fővárosainak és két évszázadon keresztül nagy szerepet játszott a várostervezés fejlődésében. 1147-ben Almohád uralom alá került, ekkor elpusztították a korábbi épületeket. Az almohád fennhatóság 1269-ben véget ért, ekkor a település hanyatlásnak indult. Következő virágkorát a 16. században élte. A legrégebbi, falakkal körülvett negyede a medina. Ebből a legkorábbi korból fennmaradt a nagyjából 10 kilométer hosszú városfal 200 toronnyal és 20 kapuval. A város szimbóluma a Koutoubia-mecset az almohád időkből való, a 12. század közepén épült. A hanyatlás korában is emeltek jelentős épületeket, köztük a 14. századi Ben Juszúf medreszét. A 16. században a Szaaditák ismét építkezni kezdtek, ebből a korból maradt fenn a királyi palota, Bahia palota, az El Badi palota, a stukkó- és mozaikdíszekkel borított szaadita sírok, ezen kívül szúkok, piacterek és kertek. A 17. századtól a városképhez illő új mecsetek paloták és rezidenciák épültek. |                             |

| | Hildesheimi Szűz Mária mennybemenetele katedrális és Hildesheimi Szent Mihály-templom |
| Németország |                                                                                       |
| Kulturális (I)(II)(III) |                                                                                       |
| Védett terület: 0,58 ha, puffer zóna: 157,68 ha, hivatkozás: 187 |                                                                                       |
| A világörökségi helyszínhez tartozó mindkét templom a 11. században épült román stílusban, belső díszítőelemeik kifejezik a kor építészetének hangulatát. A Szent Mihály-kolostortemplomot 1010 és 1022 között építették Bernward hildesheimi püspök megrendelésére, legjelentősebb művészi alkotásai egy bronzkapu, nyolc domborművén a Teremtés könyvének és Jézus életének jeleneteivel, valamint egy szintén bronzból készült oszlop (1020 körül). A templom alaprajza a szászországi formákat követi, két apszisával szimmetriát mutat. Középhajójának 1300 deszkából álló, Jézus családfáját bemutató festett mennyezete a kor egyik remekműve. A Szent Mária-katedrális szerkezete hasonló, de az épület egészében véve sokkal kecsesebb. Egy 1046-os tűzvész után újjáépítették, de kriptája a mai napig megőrizte eredeti formáját. A templomban őrzik Hezilo püspök csillárját és egy késő román kori bronz keresztelőmedencét. |                                                                                       |

| | Alta sziklarajzai |
| Norvégia |                   |
| Kulturális (III) |                   |
| Védett terület: 53,59 ha, hivatkozás: 352 |                   |
| Az Alta régió az északi sarkkörtől északra egy fjord védett végében helyezkedik el, sziklába vésett és festett ábrái a világ legjelentősebb sziklarajzai közé tartoznak. A körülbelül 3000 sziklarajz 7 helyszínen, 45 helyen szétszóródva található és a feltételezések szerint i. e. 4200 és i. e. 500 között készült. A jó állapotban megmaradt rajzokat több centiméter mélyen vésték a sziklába. A képek bemutatják hogyan éltek a nem sokkal az utolsó jégkorszak után megtelepedett emberek. Az ábrázolások kronológiai sorrendje összefügg a tengerszinttel való távolságukkal, a legkorábbiak találhatók a legmagasabban. A legkorábbi és legkésőbbi rajzokat megközelítőleg 26 méter szintkülönbséggel vésték a sziklákba. A vésetek állatokat és embereket jelenítenek meg. Az állatok közül a leggyakoribb a rénszarvas, a jávorszarvas, a medve, a vadlúd és a lazac. Az embereket vadászat, halászat, tánc, és szertartások közben mutatják be, majd később a fokozatos felmelegedés hatására megjelennek a mezőgazdasági tevékenységek ábrázolása is. A közelben folytatott ásatások során olyan településnyomokat tártak fel amelyek kora megegyezik a sziklarajzokéval. |                   |

| | Chavín de Huántar |
| Peru |                   |
| Kulturális (III) |                   |
| Védett terület: 14,79 ha, hivatkozás: 330 |                   |
| Chavín de Huántar az Andokban a Fehér Kordillerák egyik völgyében 3177 méter tengerszint feletti magasságban helyezkedik el. Ez a település adott nevet Dél-Amerika egyik legnagyobb hatású prekolumbián kultúrájának a chavín kultúrának, ami i. e. 1000 és i. sz. 300 között élte virágkorát. Ez az egyik legkorábbi és legismertebb lelőhelye, ami leginkább építészete és kőfaragása miatt ismert. A látványos teraszokból és terekből álló, kőfalakkal és kőoszlopokkal körülvett komplexum legkorábbi épülete az úgynevezett Régi Templom, egy körkörös süllyesztett szertartási tér egy négyszögletes, többször kibővített piramissal. A chavín-kultúrára jellemző nagyméretű faragványok állatokat -köztük ragadozó madarakat- valamint félig emberi, félig állati alakokat ábrázolnak. A művészek számos kőfejet is kifaragtak, amik kihatottak Dél-Amerika későbbi művészetére is. A lelőhely legfontosabb épülete a főtemplom amelynek falait vulkanikus eredetű kőtömbökből emelték és állatfaragványokkal díszítették. Másik jelentős eleme egy folyosókból álló földalatti rendszer ahol egy 4,5 méter magas félig embert félig állatok ábrázoló sztélét állítottak fel. Az ásatások során feltárt leleteket, köztük a Tello-obeliszket, a Raimondi-sztélét valamint textilmaradványokat, fémtárgyakat, fazekastermékeket a limai régészeti múzeumban őrzik. |                   |

| | Huascarán Nemzeti Park |
| Peru |                        |
| Természeti (VII)(VIII) |                        |
| Védett terület: 340 000 ha, hivatkozás: 333 |                        |
| A nemzeti park nevét Peru legmagasabb hegyéről a Nevado Huascaránról kapta, ami az Andok részét képező Kordillerák hegyláncban fekszik. A táj jellegzetes elemei a gleccserek, a hegyi tavak, a szurdokok és a hegyi patakok. A területen 27 hatezer méter fölötti hegycsúcs található amelyek közül az El Huascaran 6768 méteres magasságba nyúlik. A nemzeti parkban folytatott ásatások bebizonyították, hogy a térség évszázadokon keresztül különböző törzseknek volt az otthona. A terület jelenleg lakatlan, azonban egy egyezmény lehetővé teszi a közelben élőknek, hogy az alföldeken őshonos állatokat legeltessenek. A nagy tengerszint feletti magasság következtében az éves átlaghőmérséklet mindössze 3 ℃ , de a 30 gleccserrel és 125 gleccsertóval tagolt táj ennek ellenére változatos növény- és állatvilággal rendelkezik. Négyezer méteres magasságban él a világ legnagyobb broméliája, ami tíz méteresre is megnőhet. Az itt élő emlősök közé tartozik a pápaszemes medve, a puma, a vikunya, a fehérfarkú szarvas és a hegyimacska. Az eddig azonosított körülbelül száz madárfaj közül leglátványosabb az Andoki kondor és a világ legnagyobb kolibrije. |                        |

| | Altamira-barlang és Észak-Spanyolország paleolitikus barlangi művészete |
| Spanyolország |                                                                         |
| Kulturális (I)(III) |                                                                         |
| Puffer zóna: 2 234,7 ha, hivatkozás: 310 |                                                                         |
| A világörökségi helyszínhez a világhírű Altamira-barlang mellett Észak-Spanyolország további 17 barlangja tartozik. A barlangokban i. e. 35 000 és i. e. 10 000 között keletkezett alkotások láthatók, készítésükhöz az okker, a vörös és a fekete különböző árnyalatait használták fel. A jégkorszaki élőlények mellett elvontabb dolgokat is ábrázoltak. A legjelentősebb alkotás az Altamira-barlang 18 x 9 méteres, életnagyságú bölénycsordát megjelenítő festménye. A bölények mellett lovakat, szarvasokat és vaddisznókat is festettek a falakra, finom árnyékolási technikákkal élethűvé varázsolva az állatokat. Felismerhetőek egyedi jellemvonásaik, szőrzetük, sörényük, testtartásuk változatos amihez kihasználták a barlang falának egyenetlenségeit. Észak-Spanyolország barlangi művészete egy nagyobb egység része, amely az Urál-hegységtől egészen Ibériáig terjed és a kőkorszaki kultúra leglényegesebb emlékeinek egyike Európában. |                                                                         |

| | Segovia óvárosa és római vízvezetéke |
| Spanyolország |                                      |
| Kulturális (I)(III)(IV) |                                      |
| Védett terület: 134,28 ha, puffer zóna: 401,44 ha, hivatkozás: 311 |                                      |
| Segovia legismertebb műemléke az i. sz. 1. században épített római vízvezeték, amely 18 kilométer hosszan vezette a Frio folyó vizét a városba. A vízvezeték gránittömbökből épült, kötőanyag nélkül, legmagasabb pontja 28,5 méter, lejtése 1%. Egy szakaszát a 15. század végén helyreállították. A város középkori műemlékei is jelentősek, számos román stílusú temploma van, sajátos, találkozóhelyként funkcionáló fedett körfolyosókkal. A vár (Alcázar) gótikus formáját a 13. században nyerte el, itt koronázták meg Kasztíliai Izabellát 1474-ben. A késő gótikus székesegyházat a 16. század kezdték építeni korábbi leégett román stílusú templom helyén. Ez az egyik legkésőbbi gótikus stílusú templom Európában, tornya 88 méteres, a négyezet fölötti boltozata 67 méter magas. |                                      |

| | Oviedo és az Asztúriai Királyság műemlékei |
| Spanyolország |                                            |
| Kulturális (I)(II)(IV) |                                            |
| Védett terület: 0,2 ha, puffer zóna: 657 ha, hivatkozás: 312 |                                            |
| Ovideo Spanyolország elfoglalása után is keresztény központ maradt. A területen a 8. és a 10. század között egy jellegzetes, kevert építészeti stílus alakult ki, ami római, vizigót és mór építészeti elemeket ötvözött. Ez a román kort megelőző építészeti stílus hatott a félsziget későbbi egyházi építészetének fejlődésére. A legjelentősebb alkotások bazilika jellegű, támpillérek helyett inkább oszlopokkal épített templomok, valamint a Santa Maria del Naranco egy 9. századi kétszintes királyi palota, amelyet később szintén templommá alakítottak át. Az épületeket gazdagon díszítették, a kapuzatok, az oszlopok és az oszlopfők faragványain és domborművein keleties hatás figyelhető meg. A legszebb épületek közé tartozik az Ovideóban álló San Julián de los Prados (812-842), a várostól délre álló Santa Cristina de Lena (850 körül), a romokban álló San Miguel de Lillo, valamint a Foucaládaként ismert jelentős vízmérnöki szerkezet és a Cámara Santa, az ovideói katedrális legrégebbi szentélye, a hajdani palotakápolna. |                                            |

| | Santiago de Compostela (óváros) |
| Spanyolország |                                 |
| Kulturális (I)(II)(VI) |                                 |
| Védett terület: 107,59 ha, puffer zóna: 216,88 ha, hivatkozás: 347 |                                 |
| Santiago de Compostela a középkori Galiciai Királyság fővárosa, a katolikus világ harmadik legfontosabb zarándokhelye, neve összefonódott a középkori évszázadok egyik legfontosabb jelenségével a zarándoklattal. 997-ben a muszlimok kifosztották és lerombolták, majd a 11. században újjáépült és új építészeti arculatot is kapott. Ma is látható óvárosában román, gótikus, reneszánsz és barokk épületek is találhatók, központjában áll a Szent Jakab-katedrális ami főleg román stílusú. A legrégebbi épületek a katedrális körül helyezkednek el. A többször megnagyobbított templom építése csak 1750-ben fejeződött be, jellegzetessége barokk főhomlokzata és szintén barokk főoltára. Nyugati homlokzata mögött egy előcsarnokban a Portico de la Gloria (a Dicsőség kapuja) egy bizonyos Mateo mester román kori szobrászati remekműve. A katedrális mellett található a Gelmírez-palota, ami a román kori világi építészet egyik jelentős emléke. Az óvárosban polgári és egyházi épületek is állnak, köztük zárdák és templomok. |                                 |

| | Ávila óvárosa és templomai |
| Spanyolország |                            |
| Kulturális (III)(IV) |                            |
| Védett terület: 36,4 ha, hivatkozás: 348 |                            |
| A települést a 11. században alapították azért, hogy a környéket megóvják a mór támadásoktól. Híres szülötte Ávilai Szent Teréz és itt található a főinkvizítor Tomás de Torquemada sírhelye is. Ávila középkori erődvárosának külső falai tökéletes épségben maradtak fenn. Építésük 1090-ben kezdődött, mai alakjukat a 12. században nyerték el. A félkör alakú, 88 bástyával megerősített és 9 kapuval tagolt fal átlagos vastagsága 3, teljes hossza 2557 méter. A város katedrálisa egyike az ország legősibb katedrálisainak. Az épület az erődrendszer része, román stílusú kórusával úgy építették bele a védműbe mint egy bástyát. Belsejében jelentős faragványok és szobrok találhatók. A városfalakon kívüli templomok közül legfontosabb a 12. századi San Vincente szép, román kori szobraival. Figyelemre méltó az 1482-ben épült Santo Tomás-templom, valamint a San Pedro-templom amelynek építése 1100-ban kezdődött. Ez utóbbi nyitott átriumában királyi fogadásokat tartottak és az uralkodók itt tettek esküt város kiváltságlevelének tiszteletben tartására. |                            |

| | Isztambul történelmi negyedei |
| Törökország |                               |
| Kulturális (I)(II)(III)(IV) |                               |
| Védett terület: 765,5 ha,Hivatkozás: 356 |                               |
| Isztambul két kontinens találkozásánál épült, a Bizánci Birodalom és az Oszmán Birodalom fővárosa volt. A világörökség részét alkotó terület négy, a város történelmének fő szakaszait reprezentáló övezetet foglal magába, a nyugati városrésznek otthont adó félsziget csücskén elhelyezkedő Régészeti Parkot, a Szulejmán negyedet, a Zeyrek negyedet, valamint a bástyák övezetét. Az építészeti örökség legfontosabb emlékei Nagy Konstantin császár hippodroma, a Justinianus idejéből származó ma már múzeumként működő Hagia Szophia-templom, a 17. században épült Ahmed szultán-mecset (a „Kék mecset”), a Topkapı palota, a Szulejmán-mecset (16. század közepe), a Szokollu Mehmed Pasa-mecset (1572), a Hagia Eirene-templom (740 után), a Yerebatan Szeráj ciszternája, A Chora-templom, a Valens vízvezeték (378), a Pantokratór-monostor (12. század) és a városfalak. Ezek az épületek, köztük főleg a Hagia Szophia-templom és a mecsetek évszázadokon keresztül nagy hatást gyakoroltak Európa és Ázsia építészetére. A II. Theodosius császár utasítására 447-ben emelt, több mint 6 kilométer hosszú városfal a katonai építészet első számú referenciája volt. |                               |

| | Göreme Nemzeti Park és Kappadókia sziklatemplomai |
| Törökország |                                                   |
| Vegyes (I)(III)(V)(VII) |                                                   |
| Védett terület:9 883,81 ha, hivatkozás: 357 |                                                   |
| A kappadókiai Nevsehír tartományban található tornyokra, piramisokra és számos más geometriai formára hasonlító tufaképződményeket vulkáni tevékenység alakította ki, de jelenlegi formájukat eróziós folyamatoknak köszönhetik. A területen a szerzetesi tevékenység kezdete a 4. századra tehető. A 6. századtól kezdve föld alatti városok épültek, ezenkívül a keresztények számos barlangot használtak menedékként az arab üldözések elől. A bizánci időkben a képrombolások korában már komoly szerzetesi élet folyt a környéken, több száz kápolnát alakítottak ki a sziklákban és ezek egy részét visszafogottan használt jelképekkel, leggyakrabban faragott, vagy festett keresztekkel díszítették. A képrombolás után (842) kialakított templomokat már élénk színű, figuratív festményekkel díszítették. A legjelentősebb templomok a 10. századi Tokali Kilinse, és az El Nazar Kilise, a 11. századra datált Barbara Kilise és a Sakli Kilise, valamint a 12. század végén és a 13. század elején kialakított El Mali Kilise és a Karanlik Kilise. |                                                   |

| | Divriği nagymecset és kórház |
| Törökország |                              |
| Kulturális (I)(IV) |                              |
| Védett terület: 2 016 ha, hivatkozás: 358 |                              |
| Divriği a közép-anatóliai Sivas tartományban fekszik és már a korai iszlám időkben is fontos település volt. Többször arab fennhatóság alá került és a Bizánci Birodalom ellen folytatott hadjáratok egyik kiindulópontjává vált. 872-ben egy sikertelen hadjárat után a győztes bizánciak lerombolták a várost. 1071-ben a Nagyszeldzsuk Birodalom része lett. Ezután a kereskedelmi útvonalak kiépülésével a város befolyása és gazdagsága egyre nőtt. A nagymecsetet Ahmed sah parancsára emelték 1228 és 1229 között. Az időjárási viszonyok miatt nincs belső udvara és oszlopos folyosói, sem fedetlen medencéje, hanem az összes szertartás fedett helyen történik. Bejáratát gazdag kőfaragás díszíti, ami ellentétben áll a mecset egyszerű díszítetlen belső falaival. Az épületet bonyolult technikával kialakított boltozatokkal fedték le. Közvetlenül a mecset mellett a sah feleségének kezdeményezésére építették fel a kórházat. Az egymást kiegészítő épületeket ugyanaz az építész tervezte. |                              |

| | Kerkaván pun városa és nekropolisza |
| Tunézia |                                     |
| Kulturális (III) |                                     |
| Védett terület: 0,11 ha, hivatkozás: 332 |                                     |
| Kerkaván pun városa a Bon-fok csúcsához közel, egy a tengert uraló sziklán helyezkedik el, magán viseli a föníciai és pun várostervezés kivételes jegyeit. Valószínűleg az Első pun háború idején (kb. i.e. 250-ben) néptelenedett el. Ezután ellentétben azzal, ami Karthágóval, Tyrevel vagy Büblosszal történt, ezt a rómaiak nem építették újjá római várossá, hanem egyértelműen maradt az a föníciai város, kikötő, sáncok, lakónegyed, üzletek, műhelyek, utcák, terek, templomok, a nekropolisz, ahogy az az i. e. 3. században létezett. Kerkaván pun városának területet 1952-ben fedezték fel. Az ásatásokat a Nemzeti Archeológiai és Művészeti Intézet végezte. A legkorábbi régészeti leletek tanúsága szerint a terület már i. e. 6. században lakott volt, a helyszínen ma látható rommaradványok az i. e. 4. század végére és az i. e. 3. század első felére datálhatók és kifinomult várostervezésről tanúskodnak. Arg el Ghazouani nekropolisza a sziklás dombon a városhoz 1 kilométernél közelebb található és felbecsülhetetlen értékű tanújelét képviseli a Pun időszak temetkezési építészetének. Ez vonatkozik, Kerkaván nagy nekropoliszának, a Bon-fok csúcsának közelében a part menti sziklákon elszórt legjobb állapotban megőrzött sírjaira. |                                     |